# Georges Lassalle
Pour les articles homonymes, voir Papon.
Georges Lassalle, né le 28 mars 1901 à Saint-Paul-lès-Dax et mort le 26 mars 1944 à Brantôme, il était commissaire adjoint aux effectifs de l’inter région B (12e région), région limousine sous les ordres de Georges Guingouin.

## Biographie
Démobilisé le 17 juillet 1940, il est arrêté à Tarbes le 8 novembre 1940 avec d'autres militants communistes (Marcel Biard, André Chastellain, Raymond Peyrés,...) et interné au camp de Gurs. Il s'évade en gare de Toulouse-Matabiau, lors de son transfert vers le camp de Nexon le 31 décembre 1940.
Entré dans la clandestinité, il participe à l'organisation de la Résistance dans les régions de Perpignan, Lyon, du Centre de la France. Il était commissaire adjoint au effectifs de l'inter région B. Arrêté à Limoges au mois de mars 1944, au domicile de Domnolet Lafarge, le chef du groupe ou du détachement Francs-tireurs et partisans de l'arsenal de Limoges qui est usine (Gnome et Rhône) il sera arrêté lui aussi ainsi que sa femme et sera déportée au camp de Ravensbrück et du Camp de concentration de Neuengammeà la suite de l'exécution de trois officiers allemands, près de Brantôme, par des maquisards, vingt-cinq détenus de la prison de Limoges,[pas clair] sont sorties en autocar et en représailles il est fusillé avec un des plus connu qui est Georges Dumas (résistant), par les éléments de la Brigade nord-africaine placée sous le commandement d’Alexandre Villaplane ex footballeur intégrée à la Hilfspolizei des membres du Sicherheitsdienst de Limoges et de Périgueux sont présents le peloton d'exécution aurait été commandé par le chef de la Gestapo de Limoges August Meier le 26 mars 1944 à Brantôme. Au total 26 personnes sont exécutés à la sortie de la commune.
Georges Lassalle est homologué, à titre posthume, commandant FFI en décembre 1945,,,,,.